# Windscherm

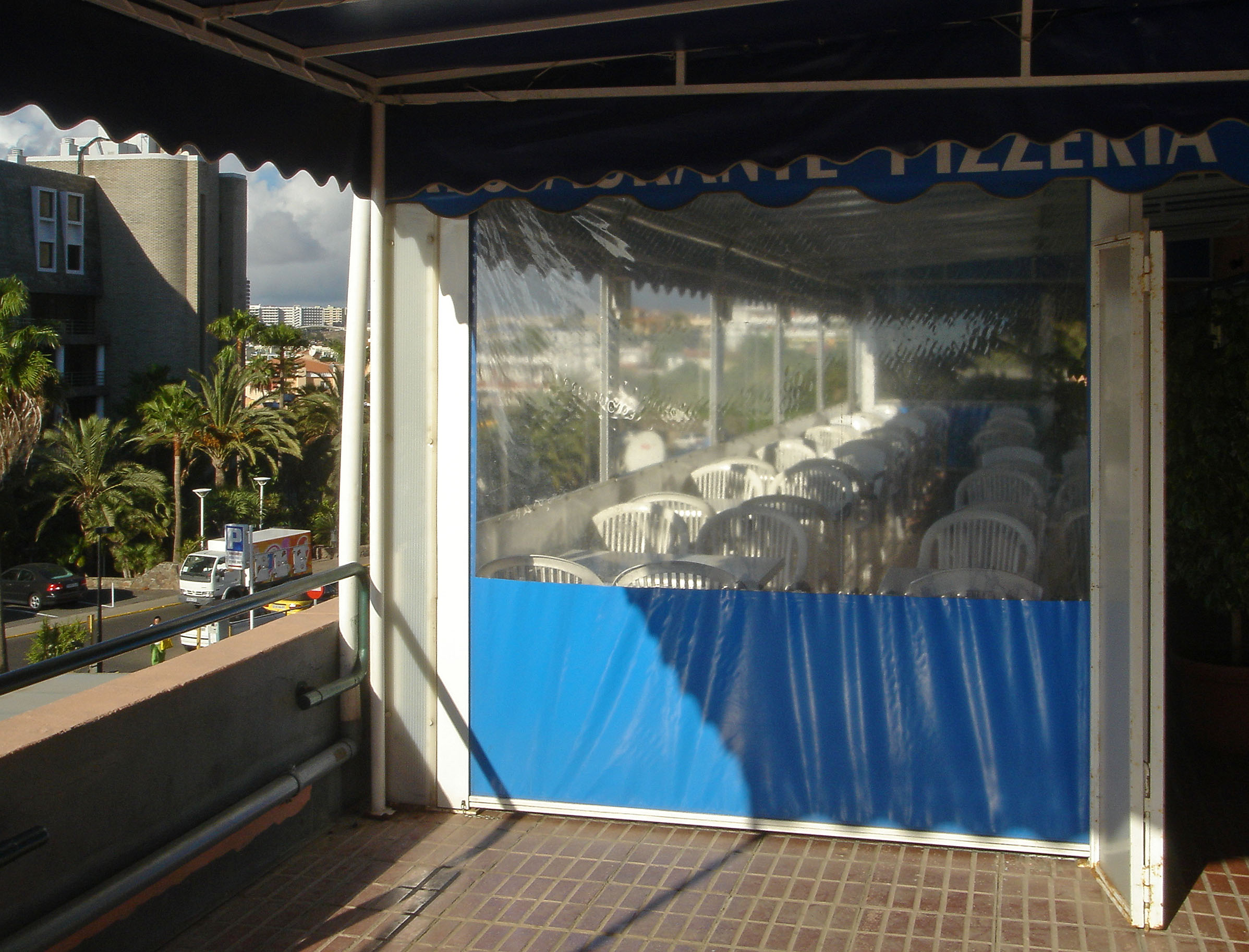
Rolgordijn met "raam" als windbescherming bij een restaurant

Met een windscherm wordt een opstand bedoeld, die de wind min of meer tegenhoudt. Hierdoor ontstaat aan een kant een luwte.
Het kan heel simpel gemaakt zijn van geweven materiaal (doek), gespannen tussen staanders. Deze staanders kunnen bestaan uit eenvoudige houten stokken of metalen buizen. De laatste zijn dan meestal deelbaar in veelal drie stukken, zodat het scherm eenvoudig kan worden opgebouwd en afgebroken. Daardoor is zo'n scherm gemakkelijk mee te nemen naar bijvoorbeeld het strand. De staanders worden rechtop gehouden door middel van scheerlijnen en grondpennen of tentharingen.
Een andere vorm van een windscherm is een afscheiding bij een terras of tuinzitje. Deze vindt men dan ook meestal bij een woning of andere min of meer permanente opstal. Zulke schermen bestaan uit een samenstelsel van stevig materiaal, zoals hout, metaal, kunststof en vaak geheel of gedeeltelijk voorzien van glas. Ook schermen van tussen staanders gevlochten twijgen kunnen dienstdoen om de wind te keren.
Op motoren, brommers en fietsen kan vaak een windscherm (toerruit) gemonteerd worden, die de berijder bescherming biedt tegen regen en wind. Zulke schermen worden gemaakt van een goeddeels onbreekbare en doorzichtige kunststof.
In de fruitteelt worden voor het beschermen van de fruitbomen en het fruit aan de bomen rondom boomgaarden windschermen aangeplant. Deze windschermen kunnen bestaan uit zwarte els, Italiaanse els, witte els, schietwilg, haagbeuk of coniferen.